# Brendon Smith
Brendon Smith (4 juli 2000) is een Australische zwemmer. Hij vertegenwoordigde zijn vaderland op de Olympische Zomerspelen 2020 in Tokio.

## Carrière
Bij zijn internationale debuut, op de Olympische Zomerspelen van 2020 in Tokio, veroverde Smith de bronzen medaille op de 400 meter wisselslag, op de 200 meter wisselslag strandde hij in de series.

## Internationale toernooien
| Jaar | Olympische Spelen                     | WK langebaan | WK kortebaan   | PanPacs | Gemenebestspelen |
| ---- | ------------------------------------- | ------------ | -------------- | ------- | ---------------- |
| 2021 | 22e 200m wisselslag · 400m wisselslag |              | 13-18 december |         |                  |

## Persoonlijke records
Bijgewerkt tot en met 28 juli 2021
Kortebaan
| Afstand         | Tijd    | Datum            | Plaats       |
| --------------- | ------- | ---------------- | ------------ |
| 200m wisselslag | 1.58,48 | 17 november 2019 | College Park |
| 400m wisselslag | 4.06,10 | 17 oktober 2020  | Boedapest    |

Langebaan
| Afstand         | Tijd    | Datum        | Plaats |
| --------------- | ------- | ------------ | ------ |
| 200m wisselslag | 1.58,57 | 28 juli 2021 | Tokio  |
| 400m wisselslag | 4.09,27 | 24 juli 2021 | Tokio  |